# Jordi Warlop
Jordi Warlop, né le 4 juin 1996 à Dixmude, est un coureur cycliste belge.

## Biographie
En 2015, Jordi Warlop intègre l'équipe EFC-Etixx, pour son passage chez les espoirs (moins de 23 ans). Avec celle-ci, Il s'impose sur la troisième étape des Trois Jours de Cherbourg, devant ses coéquipiers Maxime Farazijn et Christophe Noppe. Début octobre, il se classe neuvième du Tour de Lombardie amateurs. 
En 2016, il est invité à un camp entraînement de la formation WorldTour Tref Factory Racing, dans les Alpes, en compagnie de deux autres de ses coéquipiers de EFC-Etixx. Il se fracture malheureusement le scaphoïde à la fin du mois, lors du Grand Prix de la ville de Pérenchies. Il revient à la compétition après un mois de pause, et remporte en septembre une étape du Tour de Moselle. Dans le calendrier de l'UCI, il se classe neuvième du Grand Prix de Francfort espoirs, dixième du Grand Prix Criquielion ou encore onzième du Triptyque des Monts et Châteaux.
En 2017, il remporte le champion de Flandre-Occidentale sur route espoirs, une étape des Trois Jours de Cherbourg et la Heuvelland Classic. Il termine par ailleurs troisième de Paris-Roubaix espoirs, cinquième du Tour de Lombardie amateurs, septième du Grand Prix de la ville de Saint-Nicolas ou encore dixième du Circuit Het Nieuwsblad espoirs. Au mois de septembre, il signe un contrat professionnel avec l'équipe continentale professionnelle Sport Vlaanderen-Baloise pour les deux prochaines saisons.
Jordi Warlop effectue ainsi ses débuts professionnels en janvier 2018, lors du Challenge de Majorque. Rapidement, il fait bonne impression en terminant septième du Trofeo Palma, douzième du Trofeo Ses Salines-Campos et quinzième du Trofeo Serra de Tramontana, sur des épreuves aux profils variés.
En août 2020, il se classe seizième de la course À travers le Hageland remportée par le coureur belge Jonas Rickaert.
Après avoir passé l'année 2023 dans l'équipe Soudal Quick-Step Devo, il signe un contrat pour 2024 et 2025 dans l'équipe première UCI WorldTeam Soudal Quick-Step.

## Palmarès sur route

### Palmarès par année
- 2012
  - 2e du championnat de Belgique du contre-la-montre débutants
- 2013
  - 3e du championnat de Flandre-Occidentale du contre-la-montre juniors
- 2014
  - 2e du championnat de Flandre-Occidentale du contre-la-montre juniors
  -  Médaillé d'argent du championnat d'Europe sur route juniors
  - 3e du Keizer der Juniores
- 2015
  - 3e étape des Trois Jours de Cherbourg
- 2016
  - 1re étape du Tour de Moselle
  - 3e du championnat de Flandre-Occidentale du contre-la-montre espoirs
  - 3e du championnat de Belgique du contre-la-montre par équipes
- 2017
  - Champion de Flandre-Occidentale sur route espoirs
  - 2e étape des Trois Jours de Cherbourg
  - Heuvelland Classic
  - 3e de Paris-Roubaix espoirs
- 2018
  - 2e du Grand Prix Raf Jonckheere
- 2023
  -  Champion de Belgique du contre-la-montre par équipes
  - 2e de la Muscat Classic
  - 2e du Grand Prix Briek Schotte

### Classements mondiaux
| Année                                 | 2016  | 2017  | 2018 | 2019 | 2020 | 2021 | 2022 | 2023 | 2024  |
| ------------------------------------- | ----- | ----- | ---- | ---- | ---- | ---- | ---- | ---- | ----- |
| Classement mondial                    | 2355e | 1268e | 880e | 564e | 652e | 340e | 737e | 435e | 3089e |
| UCI Europe Tour                       | 1577e | 824e  | 531e | 426e | 530e | 288e | 562e | nc   | nc    |
|                                       |       |       |      |      |      |      |      |      |       |
| Légende : nc = non classéSource : UCI |       |       |      |      |      |      |      |      |       |

## Palmarès en VTT
- 2022
  -  Champion de Belgique de beachrace